# Estola cuneata
Estola cuneata là một loài bọ cánh cứng trong họ Cerambycidae.